# Pietro Gamba (fumettista)
Pietro Gamba (Varedo, 24 ottobre 1925 – Barbaiana di Lainate, 23 dicembre 2008) è stato un fumettista e illustratore italiano.

## Biografia
Esordisce come autore di fumetti nel 1948 per gli editori Agostino Della Casa e Giuseppe Caregaro; nel 1950 subentra al gruppo EsseGesse come disegnatore della serie di Kinowa; nel 1953 per le Edizioni Audace disegna la serie Zà La Mort scritta da Gian Luigi Bonelli e, nel 1956, realizza con lo scrittore Cesare Solini, una delle versioni di Pecos Bill; per la Editoriale Dardo disegna nel 1959 la striscia Timbergek su testi di Renzo Barbieri, oltre a Ray Fox e Dick Cheyenne e le copertine della serie Stormy Red.
Insieme al cugino Francesco Gamba, collabora alla serie ideata nel 1958 da Andrea Lavezzolo, Piccolo Ranger, edita dalle Edizioni Audace.
Per l'editore francese Lug disegna la serie Billy Red, Zembla e Hondo. Inoltre, durante la sua lunga carriera, ha collaborato realizzando storie a fumetti per numerose riviste della Casa Editrice Universo come Intrepido, Albi dell'Intrepido, Il Monello, a pubblicazioni tascabili della Gino Sansoni come Zakimort, Teddy Bob, Alboromanzo Vamp, Classici a Fumetti, tascabili della Edifumetto come Coyote e Albi Nuovi, Jolanka della Furio Viano Editore, Adamo della Editoriale Corno, La Jena delle Edizioni Cervinia oltre a Diabolik dell'Astorina oltre a illustrazioni per il settimanale Cronaca Vera.
Nei primi anni sessanta realizza, sempre per la Bonelli, anche un episodio di Tex. Nel 2006, in occasione dei festeggiamenti per il quarantennale del Comandante Mark della Essegesse, illustra il racconto Il segreto della montagna su testi di Massimiliano Valentini pubblicato sulla serie Mark n. 47 edito da IF Edizioni.
Muore a Barbaiana di Lainate il 23 dicembre 2008.